# Traverella
Traverella is een geslacht van haften (Ephemeroptera) uit de familie Leptophlebiidae.

## Soorten
Het geslacht Traverella omvat de volgende soorten:
- Traverella albertana
- Traverella bradleyi
- Traverella calingastensis
- Traverella holzenthali
- Traverella lewisi
- Traverella longifrons
- Traverella montium
- Traverella presidiana
- Traverella promifrons
- Traverella sallei
- Traverella valdemari
- Traverella versicolor